# Eva Luginger
Eva Luginger (* 4. Februar 1988) ist eine deutsche Schlagersängerin.

## Leben
Luginger stammt aus Velden an der Vils. 2010 nahm sie an der siebten Staffel von Deutschland sucht den Superstar teil und kam in den ersten Recall. 2012 wurde sie Zweite beim Schlagerwettbewerb hr4 Hessenstar. Sie ist seit 2016 standesamtlich und seit 2017 kirchlich verheiratet. Im März 2023 wurde ihre Beziehung zu Stefan Mross bekannt. Sie hatte mehrere Fernsehauftritte, u. a. 2017 mit dem Lied Für dich in der Abendschau des Bayerischen Fernsehens und 2013 in der Sendung Schlag auf Schlager des SRF sowie in Schlagerparty – Die Fünfte des hr-fernsehens.

## Diskografie

### Alben
- 2014: Der eine Moment, Mandorla Music
- 2016: Wahnsinn, Mandorla Music
- 2017: Unzertrennlich, Mandorla Music
- 2019: So genial, Mandorla Music

### Singles
- 2012: Gloria, Ariola, Sony Music Entertainment
- 2013: Wenn der Himmel uns nicht will, Ariola, Sony Music Entertainment
- 2014:	Ich will das nicht noch mal, Mandorla Music & Entertainment
- 2015: Du kannst mich mal, Mandorla Music & Entertainment
- 2017: Für dich[3]
- 2018: Solange Du noch rot wirst[9]
- 2019: So genial